# Рукевич Михайло Іванович
Рукевіч Михайло Іванович (1796 — 30 серпня 1841) — ініціатор створення  Товариства військових друзів. 

## Біографія
З  дворян  Білостоцької області. Мав у  Білостоці будинок у спільному володінні з сестрами. Служив в 1 полку гвардії Красінського фурьером з 1812 року, вийшов у відставку через хворобу — 23 лютого 1815 року. У 1820 році закінчив  Віленський університет зі ступенем кандидата  юриспруденції. Заарештований у справі про  таємні товариства у  Віленському університеті в листопаді 1823 року, звільнений за браком доказів — 30 січня 1824 року. 
У 1825 році з його ініціативи біло створено Товариство військових друзів. Один з організаторів виступу  Литовського піонерного батальйону. 
Заарештований 15 січня 1826 року і утримувався в  Білостоці під слідством. Військовим судом визнаний винним у тому, що керував  таємним товариством і у середині грудня 1825 року налаштував  Ігельстрома не присягати  Миколі І і підготувати до обурення частини  Литовського окремого корпусу на відмову від присяги  імператору, для чого радив йому послати в полки корпусу своїх товаришів по  Товариству. Засуджений до смертної кари, по найвищій конфірмації 15 квітня 1827 року засуджений до позбавлення дворянства і засланні на 10 років в каторжні роботи і довічного поселення в Сибіру. Каторгу відбував разом з  декабристами в  Читі і  Петровському заводі. За указом 8 листопада 1832 року звернений на поселення в с. Коркино Іркутської губернії. Виїхав з  Петровського заводу — 17 січня 1833 року. У Коркино вів велику торгівлю  вивіркою, хлібом,  ситцем, тканиною китайського  виробництва, займався продажем  вина. 
Дружина (громадянська) — місцева уродженка (Коркино) Єлизавета Іванівна Ісакова, мав двох дітей; сестри Антоніна (в шлюбі Крамковская),  Ксаверія і  Корнелія. Ксаверія і Корнелія також проходили у справі про заворушення в  Литовському пионерному батальйоні.